# ریتزلیهورن
ریتزلیهورن (به لاتین: Ritzlihorn) یک کوه در سوئیس است که در کانتون برن واقع شده‌است. ریتزلیهورن ۳٬۲۸۲ متر بالاتر از سطح دریا واقع شده‌است.